# Pallegney
 Pallegney  es una población y comuna francesa, en la región de Lorena, departamento de Vosgos, en el distrito de Épinal y cantón de Châtel-sur-Moselle.

## Demografía
| 130 | 132 | 105 | 158 | 171 | 164 |
| Para los censos de 1962 a 1999 la población legal corresponde a la población sin duplicidades (Fuente: INSEE [Consultar]) |     |     |     |     |     |